# 新貝德福德 (伊利諾伊州)
新貝德福德（英語：New Bedford）是位於美國伊利諾伊州比羅縣的一個村落。

## 地理
新貝德福德的座標為41°30′47″N 89°43′09″W / 41.51306°N 89.71917°W，而該地最高點為海拔高度192米（即630英尺）。

## 人口
根據2010年美國人口普查的數據，新貝德福德的面積為0.50平方千米，當中陸地面積為0.50平方千米，而水域面積為0.00平方千米。當地共有人口75人，而人口密度為每平方千米150人。